# Jan Valerián Jirsík

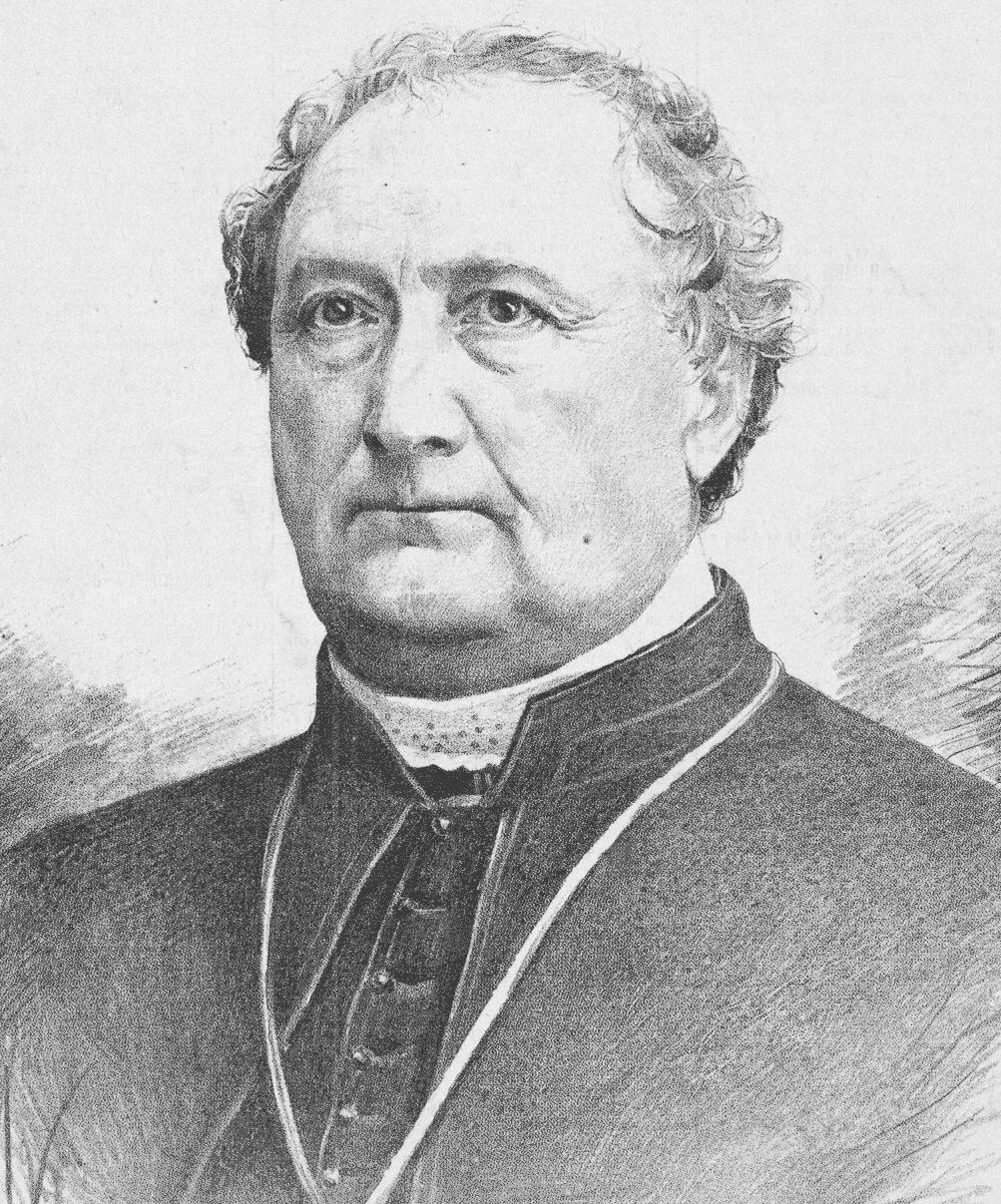
Jan Vilímek: Jan Valerián Jirsík

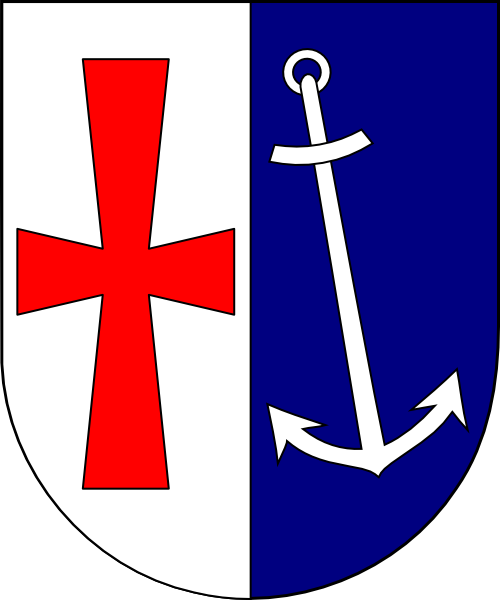
Wappen Jan Valerián Jirsík, Bischof von Budweis (1851–1883)

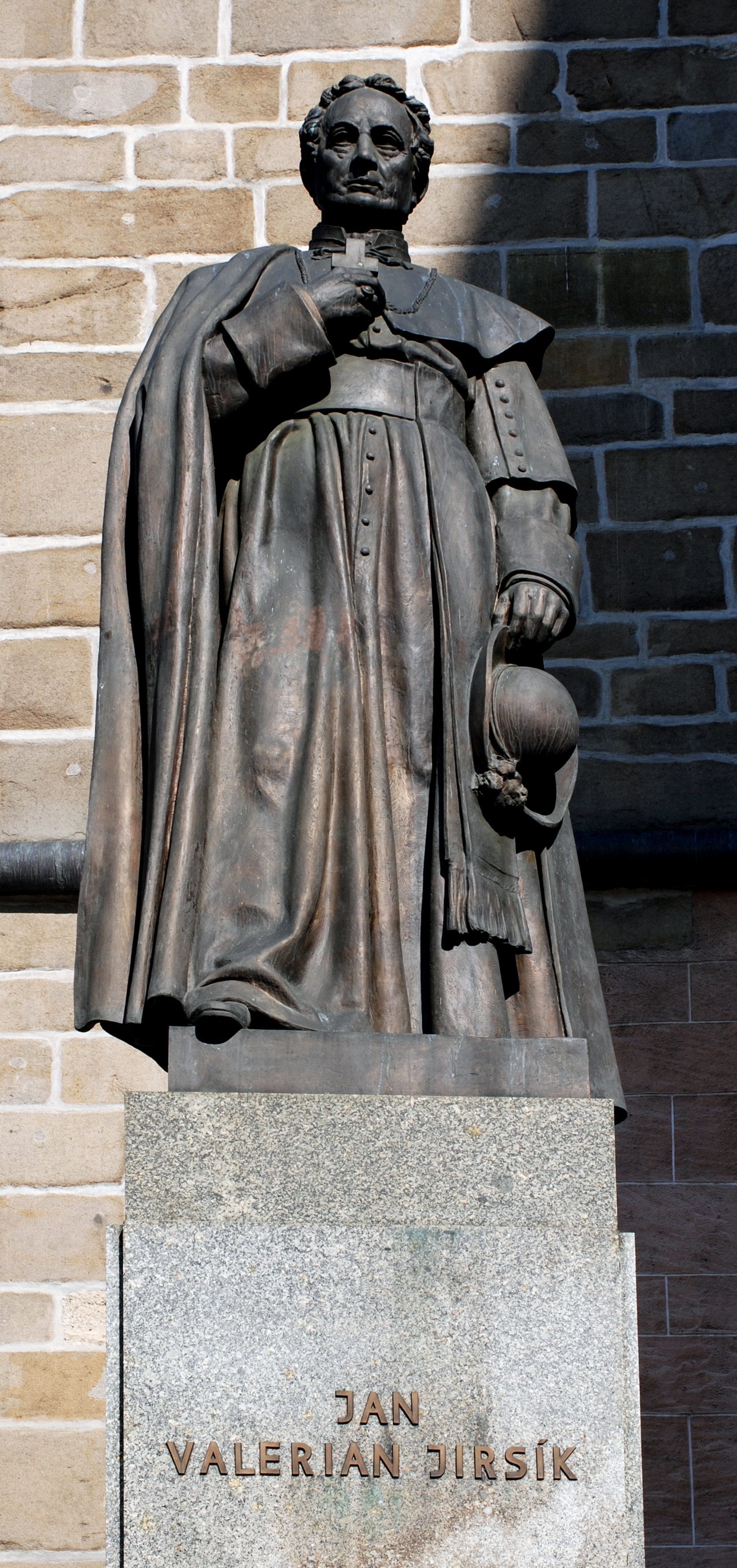
Die Bronzestatue in Budweis

Jan Valerián Jirsík (* 19. Juni 1798 in Kácov; † 23. Februar 1883 in Budweis) war römisch-katholischer Bischof von Budweis.

## Leben
Jan Valerián Jirsík studierte für seine Heimatdiözese Königgrätz Philosophie und Theologie in Königgrätz und Prag. Am 28. Dezember 1820 empfing er die Priesterweihe und wirkte anschließend als Kaplan in Cítov, Raudnitz, Železná Hora und später als Pfarrer in Minice. 1836 wurde er Kanoniker des Prager Domkapitels bei St. Veit.
Bischof von Budweis
Nach dem Tod des Budweiser Bischofs Joseph Andreas Lindauer ernannte Franz Joseph I., dem das Nominationsrecht in seiner Eigenschaft als Kaiser von Österreich zustand, am 25. März 1851 Jan Valerián Jirsík zu dessen Nachfolger.
Der päpstlichen Bestätigung vom 5. September 1851 durch Pius IX. folgte am 19. Oktober 1851 die Bischofsweihe im Prager Veitsdom durch Erzbischof Friedrich Joseph Fürst von Schwarzenberg und am 1. November 1851 in Budweis die Inthronisation.
Während seiner Amtszeit wurde durch Vendelín Grünwald und sein Verdienst das tschechischsprachige Gymnasium in Budweis gegründet. Nach seinem Tod wurde er auf dem Friedhof der Kirche des Hl. Prokop in Budweis bestattet.
Aus Dankbarkeit für die Förderung des tschechischen Schulwesens errichtete die Stadt Budweis 1926 in der Nähe des Schwarzen Turms ein Denkmal für Jan Valerián Jirsík. Die Bronzestatue schuf Josef Václav Myslbek.

## Werke
Jan Valerián Jirsík verfasste mehrere theologische Veröffentlichungen in tschechischer Sprache:
- Škola nedělní
- Proč jsem se stal katolíkem
- Bohomil
- Populární dogmatika
- Dvanáctero listů k odděleným bratřím